# Аделхайд фон Диц
Вижте пояснителната страница за други личности с името Аделхайд.
Аделхайд фон Диц (на немски: Adelheid von Diez; † сл. 1293) е графиня от Графство Диц и чрез женитба графиня на Изенбург-Лимбург в Лимбург на Лан, Хесен.

## Произход
Тя е дъщеря на граф Герхард II фон Диц († 1266) и съпругата му Агнес фон Сарверден († сл. 1277), дъщеря на граф Лудвиг III фон Сарверден († сл. 1246).
Сестра е на граф Герхард III фон Диц († сл. 1306), Лудвиг фон Диц († сл. 1300), домхер в Майнц, и на Матилда фон Диц († 3 декември 1288), омъжена пр. март 1266 г. за Вернер I фон Фалкенщайн († 1298/1300).
Аделхайд фон Диц се омъжва за граф Хайнрих фон Изенбург-Лимбург († 1279/15 януари 1280), син на граф Герлах I фон Лимбург († 1289) и съпругата му Имагина фон Близкастел († 1298). Сестра му Имагина († 1318) е римско-немска кралица от 1292 до 1298 г., омъжена около 1270 г. за граф, по-късния немски крал Адолф фон Насау (1250 – 1298).

## Деца
Аделхайд фон Диц и Хайнрих фон Изенбург-Лимбург имат една дъщеря:
- Алайдис фон Изенбург-Лимбург († сл. 1293)